# Final Exit Network
La Final Exit Network, Inc. (FEN) è una organizzazione "501 (c) (3)" non profit americana facente capo alla legge della Florida. Sostiene che gli adulti mentalmente competenti che soffrono di malattie terminali, dolore intrattabile o condizioni fisiche irreversibili (anche se non necessariamente terminali) hanno il diritto di porre fine volontariamente alla propria vita. Nei casi ritenuti validi, la FEN organizza le cosiddette "auto-liberazioni". Tipicamente, la rete assegna due "guide di uscita" a un assistito e sono presenti quando muoiono, ma la rete afferma, e ha dimostrato in tribunale, che non fornisce assistenza fisica alla morte di nessuno; piuttosto, il loro ruolo è quello di consiglieri e testimoni compassionevoli.
La Final Exit Network è stata fondata nel 2004 da ex membri della Hemlock Society, tra cui i co-fondatori di tale organizzazione, Derek Humphry e il Dr. Faye Girsh. Prende il nome dall'omonimo (in inglese) libro del 1991 di Humphry. È membro della Federazione mondiale delle società di diritto alla morte.
L'organizzazione è stata occasionalmente oggetto di controversie e critiche a causa della sua metodologia. Favorisce l'inalazione di gas inerti come elio o azoto in combinazione con una "cappa di uscita".
Final Exit Network ed alcuni suoi singoli membri sono stati legalmente perseguiti in Arizona, Georgia, e Minnesota. Le difese legali sono in gran parte incentrate su ciò che costituisce un aiuto o assistenza nei suicidi. Gli imputati hanno ammesso che mentre le guide all'uscita volontarie forniscono ai loro clienti informazioni su come garantire una morte rapida e indolore, non prendono parte fisicamente ai suicidi e sostengono che i divieti di informare i clienti su come prendere le proprie vite violino la clausola sulla libertà di parola nel primo emendamento alla Carta dei diritti degli U.S.A. Il caso del Minnesota ha portato alla prima e unica condanna della Final Exit Network o di qualsiasi suo dipendente. Nel processo in Minnesota, è stato stabilito che il personale della Final Exit Network non ha fornito assistenza fisica nel "suicidio" della "vittima". Lo Stato ha riconosciuto apertamente che la società (e solo la società) è stata condannata esclusivamente per aver comunicato "parole" che "hanno permesso" un suicidio, non per alcuna condotta fisica. Per la sua condanna, la società fu condannata a pagare 30.000 dollari in multe e $ 2.975,63 in restituzione. La Corte d'Appello del Minnesota ha confermato la condanna della società nel dicembre 2016 (confermando che non vi era assistenza fisica ma respingendo l'argomento della libertà di parola di Final Exit Network); la Corte Suprema del Minnesota ha rifiutato di riesaminare la condanna nel marzo 2017 e la Corte suprema degli Stati Uniti d'America ha negato la revisione dei certificati nell'ottobre 2017.

## Storia
The Final Exit Network fa risalire la sua storia alla Hemlock Society. Questa è stata fondata nel 1980 principalmente dal giornalista e autore americano di origini britanniche Derek Humphry, dalla sua defunta moglie Ann Wickett Humphry, dall'ex ministro del culto presbiteriano canadese, divenuto - scettico Gerald A. Larue, e dallo psicologo Dr. Faye Girsh. Tuttavia, nei primi anni 2000, una fazione decise che non gradiva il nome Hemlock. Nel 2003, l'organizzazione nazionale si ribattezzò End of Life Choices. In seguito si sono uniti alla Compassion in Dying Federation per diventare Compassion &amp; Choices. (. PDF) Prima della fusione, Derek Humphry, Faye Girsh e altri fondarono la Final Exit Network. Laddove Compassion & Choices si concentra sulla riforma legislativa e sulla promozione e il cambiamento della legge, l FEN si preoccupa di quella che ritiene essere la questione immediata dell'auto-liberazione.

## Le "exit guides"
In genere, l'unico contatto personale dei clienti con la FEN avviene tramite "guide di uscita", che sono volontari assegnati dai coordinatori del caso per incontrarsi con i clienti e assistere agli eventi della morte.
Il network, al 2016, constava di circa 30 guide. Le guide fodniscono servizi che includono l'accompagnamento durante la morte, l'informazione, educazione, consiglio riguardo alla scoperta delle spoglie e facilitazione del dialogo con amici e famiglie. Prima che ad un richiedente vengano accordati i servidi della FEN, una guida visita la casa del richiedente svolgendo un'intervista con la persona e qualsiasi familiare coinvolto per accertarsi che sia stata fatta una scelta volontaria ed informata da parte del richedente in rapporto alla self-deliverance (auto-liberazione).
Nel caso del Dnesen Dunn nel Minnesota, le guide all'uscita furono determinate dallo stato per aver rimosso l'attrezzatura con cui aveva terminato la sua vita.

## Casi Legali notevoli
La Final Exit Network e diversi membri sono stati imputati in tre importanti procedimenti giudiziari: la morte, il 12 aprile 2007, di Jana Van Voorhis di Phoenix, in Arizona; la morte di Doreen Dunn della Apple Valley, Minnesota, il 30 maggio 2007; e la morte del 20 giugno 2008 di John Celmer di Cumming, in Georgia.

### Jana Van Voorhis
Jana Van Voorhis era una donna di 58 anni di Phoenix, in Arizona, con una storia di malattia mentale il cui suicidio è stato presumibilmente assistito dalla Final Exit Network nel 2007. Ha falsamente affermato di avere una miriade di malattie fisiche e ha espresso la convinzione che potrebbe aver avuto il cancro al seno. Due membri della Final Exit Network sono stati accusati di aiuto in un suicidio (che è considerato omicidio colposo ai sensi della legge dell'Arizona) e cospirazione per commettere omicidio colposo. Altri due furono accusati solo di cospirazione.
Nel corso dei patteggiamenti, due degli imputati, la Senior Exit-Guide Wye Hale-Rowe ed il coordinatore del caso Roberta Massey, patteggiarono per la colpevolezza di favoreggiamento in omicidio colposo. Entrambe le donne erano anziane; i patteggiamenti hanno assicurato loro che non avrebbero corso alcun rischio di pena detentiva. Il processo con gli altri due è iniziato il 4 aprile 2011. Dopo un processo di due settimane, il direttore medico di Final Exit Network, il dott. Lawrence Egbert, è stato assolto. La giuria non è stata in grado di emettere un verdetto sul caso contro la guida all'uscita Frank Langsner. Prima del nuovo processo, previsto per il 4 agosto 2011, Langsner accettò un patteggiamento per un reato per minaccia e fu condannato a un anno di libertà vigilata.

### John Celmer
Il 25 febbraio 2009, quattro membri della Final Exit Network sono stati arrestati con l'accusa di assistenza al suicidio di un malato di cancro, John Celmer, di Cumming, in Georgia. Furono arrestati Ted Goodwin, Claire Blehr, la dott.ssa Lawrence Egbert e Nicholas Alec Sheridan. Goodwin e Blehr furono arrestati in "flagranza di reato" dal Georgia Bureau of Investigation (GBI); Egbert e Sheridan, che erano residenti a Baltimora, nel Maryland, furono arrestati lo stesso giorno a Baltimora. Loro e l'organizzazione furono anche incriminati con l'accusa di racket. Il 1 ° aprile 2010, i cinque imputati si sono dichiarati non colpevoli.
Gli imputati hanno fatto mozione di respingimento d'accusa sulle basi che quanto contenuto nello Statuto della Georgia riguardo l'aiutare in un suicidio era sostanzialmente incostituzionale ai sensi del Primo Emendamento. All'inizio del 2011, il giudice del tribunale ha emesso un ordine di rifiuto della mozione degli imputati di respingere l'accusa. Il giudice ha emesso un ordine che autorizza gli imputati a presentare ricorso contro questa decisione prima del processo e sospende il procedimento fino alla sentenza della corte d'appello.
Il 6 febbraio 2012, la Corte Suprema della Georgia ha ritenuto all'unanimità incostituzionale lo statuto della Georgia contro l'assistenza in un suicidio in violazione delle disposizioni sulla libertà di parola del Primo Emendamento e ha abbattuto lo statuto nella sua interezza. Tutte le accuse contro Goodwin, Blehr, Egbert e Sheridan furono quindi respinte.

### Doreen Dunn
Le autorità del Minnesota furono informate dal Georgia Bureau of Investigation, anni dopo che la sua morte era stata ufficialmente registrata come morte naturale, quando il nome di Doreen Dunn fu trovato tra le prove fisiche. Dunn era una donna di 57 anni della Apple Valley, Minnesota, che soffriva di forti dolori dal 1996 a seguito di una procedura medica mal riuscita. Suo marito Mark l'ha trovata morta a casa il 30 maggio 2007. Un'autopsia concluse che Dunn morì di malattia coronarica.
Nel maggio 2012, Final Exit Network è stato accusato di aver assistito alla morte del 30 maggio 2007 di Doreen Nan Dunn (nata Gunderson; nata il 6 maggio 1950) di Apple Valley, Minnesota. Quattro membri: l'allora direttore medico Dr. Lawrence Egbert, l'ellora coordinatore-del-caso Roberta Massey, e anche alle guide di uscita Ted Goodwin e Jerry Dincin (successore di Goodwin come presidente) furono anch'essi coinvolti un'azione penale con 17 capi d'accusa, che includeva imputazioni di assistere in un suicidio e gravi delitti di interferire con una scena di morte.
Il giudice del tribunale distrettuale Karen Asphaug ha respinto tutte le accuse contro Ted Goodwin il 22 marzo 2013, sostenendo che le accuse contro di lui non costituivano reato. Era il presidente di Final Exit Network al momento della morte di Dunn, ma non era stato accusato di aver fatto qualcosa per implicarlo in alcun crimine. Ha anche affermato che la legge del Minnesota, che vieta di consigliare un suicidio, era incostituzionale perché la lingua era troppo vaga; ha anche respinto l'accusa di interferire con una scena di morte. Jerry Dincin è morto di cancro alla prostata quattro giorni dopo. Alla vigilia del processo nel 2015, lo stato ha presentato una mozione per scindere il processo di Lawrence Egbert da quello di Final Exit Network, Inc. Gli fu concessa l'immunità per la sua obiezione.
Il dottor Lawrence Egbert ha testimoniato che lui e Jerry Dincin erano andati a casa di Dunn per essere presenti con lei quando avrebbe dato termine alla propria vita, quindi hanno rimosso l'attrezzatura per far sembrare che Dunn fosse morto per cause naturali. L'avvocato di Final Exit Network, Robert Rivas, ha riconosciuto che Egbert e Dincin erano alla presenza di Dunn quando è morta, ma ha affermato che lo stato (rappresentato dal procuratore Phil Prokopowicz) non aveva prove che gli uomini fossero coinvolti fisicamente nella sua morte. In realtà, non c'erano prove al processo che un volontario di Final Exit Network avesse assistito alla morte di Dunn o fornito i mezzi. Il dottor Egbert ha testimoniato che non lo hanno fatto.
Sebbene esistesse uno statuto del Minnesota in vigore al momento della morte di Dunn che proibiva di "consigliare, incoraggiare o assistere" in un "suicidio", la Corte d'appello dello stato trovava incostituzionale lo statuto perché violava il Diritto alla libertà di parola degli imputati, tutelato dal primo emendamento. Il tribunale ha stabilito che i divieti dello statuto contro la consulenza e l' incoraggiamento a un suicidio dovevano essere abooliti, ma ha permesso allo stato di perseguire la FEN per l' assistenza in un suicidio. In un caso non correlato prima del processo, la Corte suprema del Minnesota ha stabilito che il "discorso" che "consente" (to enable) un suicidio, in piedi da solo, può costituire un crimine ai sensi della legge del Minnesota.
Il 14 maggio 2015, una giuria ha condannato Final Exit Network Inc. per aver assistito al suicidio di Doreen Dunn con "discorsi" che "hanno permesso" il suicidio e interferiscono con la scena della morte. Questo ha segnato la prima condanna per crimine contro l'organizzazione o il suo personale e la prima volta che una giuria ha mai emesso un verdetto di colpa di qualsiasi tipo contro l'organizzazione o il suo personale. È stato multato di $ 30.000 dal giudice Christian Wilton con l'accusa di assistenza in un suicidio ed è stato anche tenuto a pagare quasi $ 3.000 in restituzione alla famiglia di Dunn per spese funebri. La Corte Suprema degli Stati Uniti ha rifiutato di ascoltare l'appello.
All'inizio del 2018, dopo aver esaurito i suoi appelli dalla condanna del Minnesota, Final Exit Network, Inc. ha presentato un'azione civile presso il tribunale distrettuale degli Stati Uniti per il distretto del Minnesota, chiedendo che la legge del Minnesota in base alla quale è stata condannata la società venga considerate incostituzionale nella sua interezza per effetto del primo emendamento. Dopo un'audizione sulla mozione del procuratore generale del Minnesota di respingere il reclamo, il giudice ha respinto l'azione civile di Final Exit Network sulla base di motivi tecnici giurisdizionali.

## L'episodio diFrontline
L'organizzazione e le sue attività sono state oggetto di un episodio, nel 13 novembre 2012 della serie televisiva sugli affari pubblici denominata Frontline intitolata "The Suicide Plan". L'episodio è disponibile per il download sul sito Web di PBS Frontline. È stato scritto e diretto da Miri Navasky e Karen O'Connor.
Include interviste con clienti, guide e sostenitori ed oppositori del suicidio assistito. La Final Exit Network ha permesso agli operatori di filmare parte di una sessione di formazione alle "exit-guide". Tra gli intervistati il fondatore dell'organizzazione Derek Humphry, il Dr. Timothy E. Quill e Barbara Coombs Lee di Compassion &amp; Choices. Presenta anche Bruce Brodigan del Massachusetts e Hunt Williams del Connecticut, due uomini accusati di assistere nei suicidi. Brodigan assistette il suicidio di suo padre George; le accuse furono successivamente respinte. È morto il 7 aprile 2012 a Ogunquit, nel Maine, dopo essere scivolato sulle rocce cadendo nell'oceano. Williams ha aiutato il suo amico John Welles a spararsi mortalmente; fu condannato a un anno di libertà vigilata con riabilitazione accelerata.
I casi legali contro Final Exit Network sono stati anche presentati nella seconda stagione, episodio 12 di Vanity Fair Confidential, una serie sul canale via cavo Investigation Discovery. L'episodio, intitolato "Angelo della morte", è disponibile su Amazon Prime Video.